# 碧海ロコネット放送局
碧海ロコネット放送局（へっかいロコネットほうそうきょく）は、かつて碧海5市の刈谷市、安城市、高浜市、知立市、碧南市、西尾市を中心に、その周囲、ならびにこの前述地域に関連する地域の情報を発信するインターネットテレビである。通称「ヘキロコ」。有志にて運営されている。安城市の安城七夕まつり、西尾市の鳥羽の火祭りなどの有名どころだけでなく、碧南市の碧南油ヶ淵釣り大会などの地元ローカルなイベント、音楽や映画など、地元でがんばっている人たちの紹介、ローカルニュース、オリジナルのバラエティ番組等を参加スタッフの独自の視点で作成、不定期更新ではあるが、インターネット上に動画にて配信していた。

## 所在地
- 事務局は愛知県碧南市に設置。

## 沿革
- 2008年
  - 某月 - ヘキロコ参加メンバーの地元ケーブルテレビ局であるキャッチネットワークのコミュニティ第2チャンネルで放送している、「マガジンDaichi」製作スタッフの一部が、独自の視点で自由に地元を紹介できる環境が欲しい、との理由で、インターネットテレビをやろうか、と軽い気持ちの発言から、なんとなく準備室（後の事務局）立ち上げ。ここからしばらく不定期に漠然と話は進んでいく。
  - 4月3日 - 事務局にて初のキチンとした第1回ミーティング。配信内容の方向の設定。具体的に運営していくコアスタッフの制定。
  - 4月6日 - 名称が「碧海ロコネット放送局」に。hekiloco.comドメイン取得。この後、開局に向け、具体的なコンテンツ作成へ入っていく。
  - 7月20日 - 碧海ロコネット放送局、開局（サイトオープン）。
  - 2025年3月現在、ホームページ閉鎖を確認。

## 特色
自治体、NPO等の作成するインターネットテレビとは一線を画すべく、スタッフ独自の視点で作成された、自分達が見聞きしてきた内容を、自分達
の言葉で伝える、という番組スタイルをとっている。リポーターやナレーター、撮影、編集、ならびに番組編成に至るまでを全て自前スタッフにて行っている。